# Hasenstube

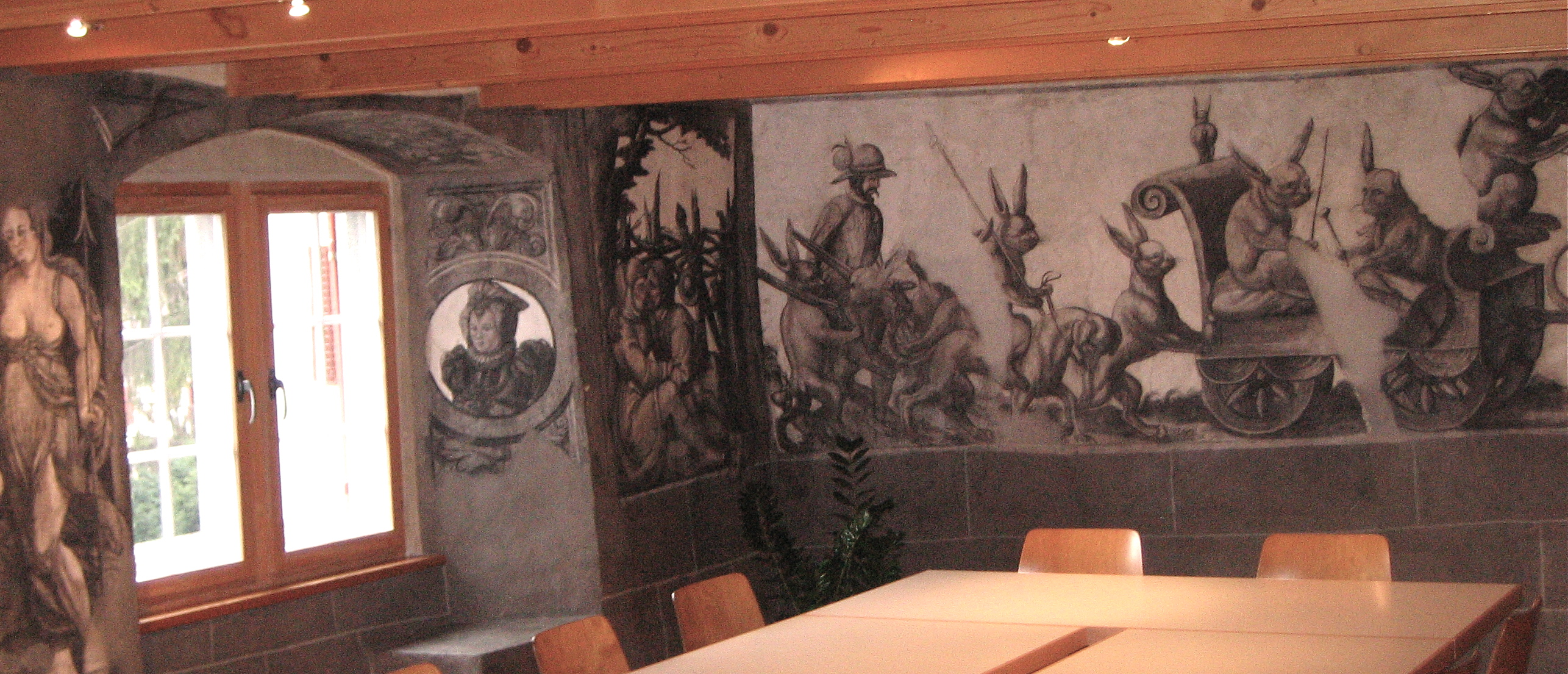
Die Hasenstube

Die Hasenstube ist ein Raum im Gebäude neben dem Antistitium an der Kirchgasse 10 in der Altstadt von Chur im schweizerischen Kanton Graubünden. Sie ist mit für Graubünden einzigartigen Malereien aus der Renaissance ausgeschmückt.
1977 wurden bei Renovationsarbeiten an drei Wänden Malereien aus der Zeit um 1600 entdeckt. Trotz erheblicher Kosten beschloss der Kirchgemeindevorstand als Eigentümer des Hauses, die Malereien freizulegen und von Oskar Emmenegger aus Zizers restaurieren zu lassen. Die Werke sind in Grisaille ausgeführt, also ausschliesslich in Grau, Weiss und Schwarz. Einzelne Hauttöne sind fleischfarbig ausgeführt. Der Name des Malers ist nicht bekannt.

## Hasenzug

### Motiv
Das Hauptmotiv steht unter dem Thema «Verkehrte Welt» und stellt einen Zug von zehn Hasen dar, die einen Jäger und seine Hunde im Triumphzug abführen. Angeführt wird der Zug von einem Hasen mit Hellebarde; ihm folgt ein Wagen, der von einem Jagdhund gezogen wird. Auf dem Wagen sitzt der Anführer mit einem «Marschallstab»; ein alter Hase im doppelten Sinn des Wortes. Ihm gegenüber sitzt der Trompeter. Der kleine Hase, der dem Betrachter sein Hinterteil zuwendet, könnte das Maskottchen der Truppe darstellen. Geschoben wird der Wagen von einem kräftigen Hasen. Hinter ihm reitet ein weiterer Hase auf einem niedergeschlagenen Jagdhund.
Es folgt die bis auf einige Fragmente zerstörte Figur des Hasen, der den depressiv wirkenden Jäger am Strick abführt. Hinter dem Jäger marschieren zwei «Füsiliere» mit den erbeuteten und geschulterten Gewehren.

### Komposition
Durch Überschneidungen der einzelnen Elemente wird der Zug bildlich zusammengehalten. Die Diagonalen und Vertikalen der Waffen und Instrumente erzeugen den Eindruck von Bewegung. Die gleiche Form des Hundeschweifs und der Wagenfront bindet die beiden Elemente zusammen.
Die keilförmige Form des Hundkopfes zeigt wie ein Pfeil die Marschrichtung an, die durch die keilförmig angeordnete Hellebarde, Trompete und das straff gezogene Zugseil noch verstärkt wird. Der schwere, stabile  Wagen bildet das Zentrum der Komposition. Im hinteren Teil entsteht durch das Durcheinander von Beinen und Pfoten der Eindruck von Bewegung.

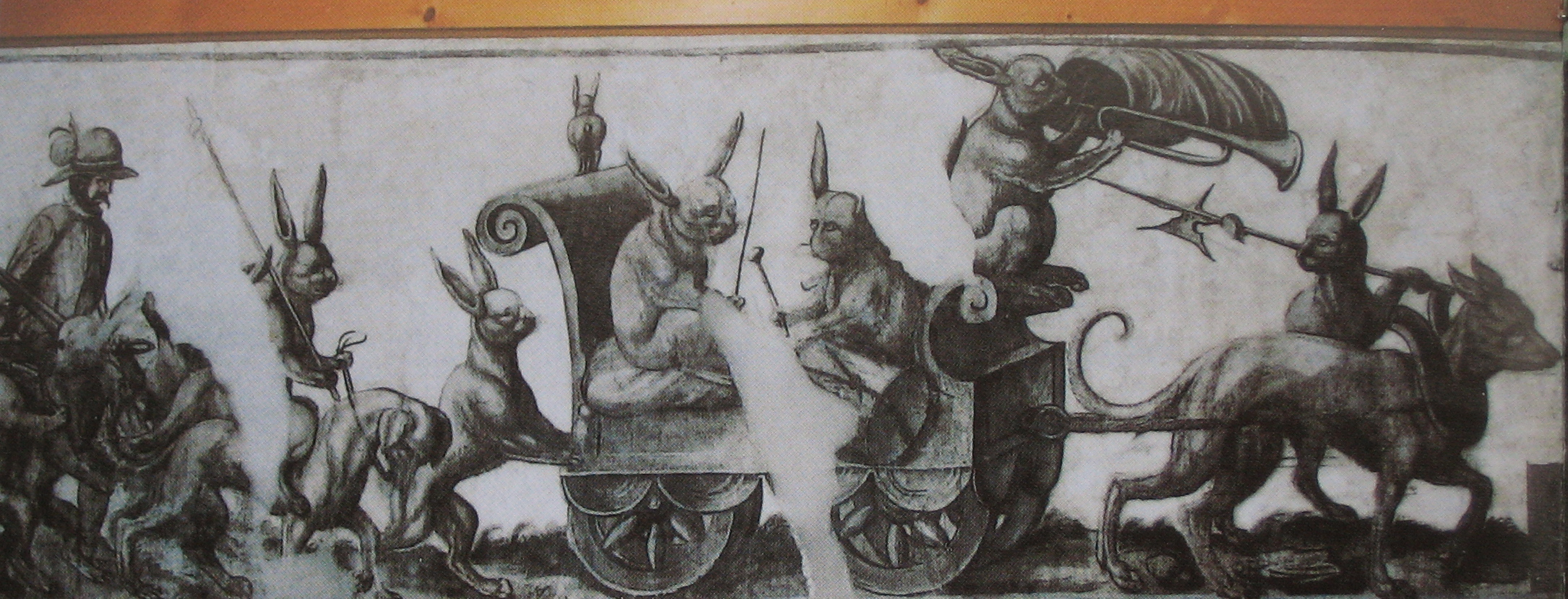
Hasenzug
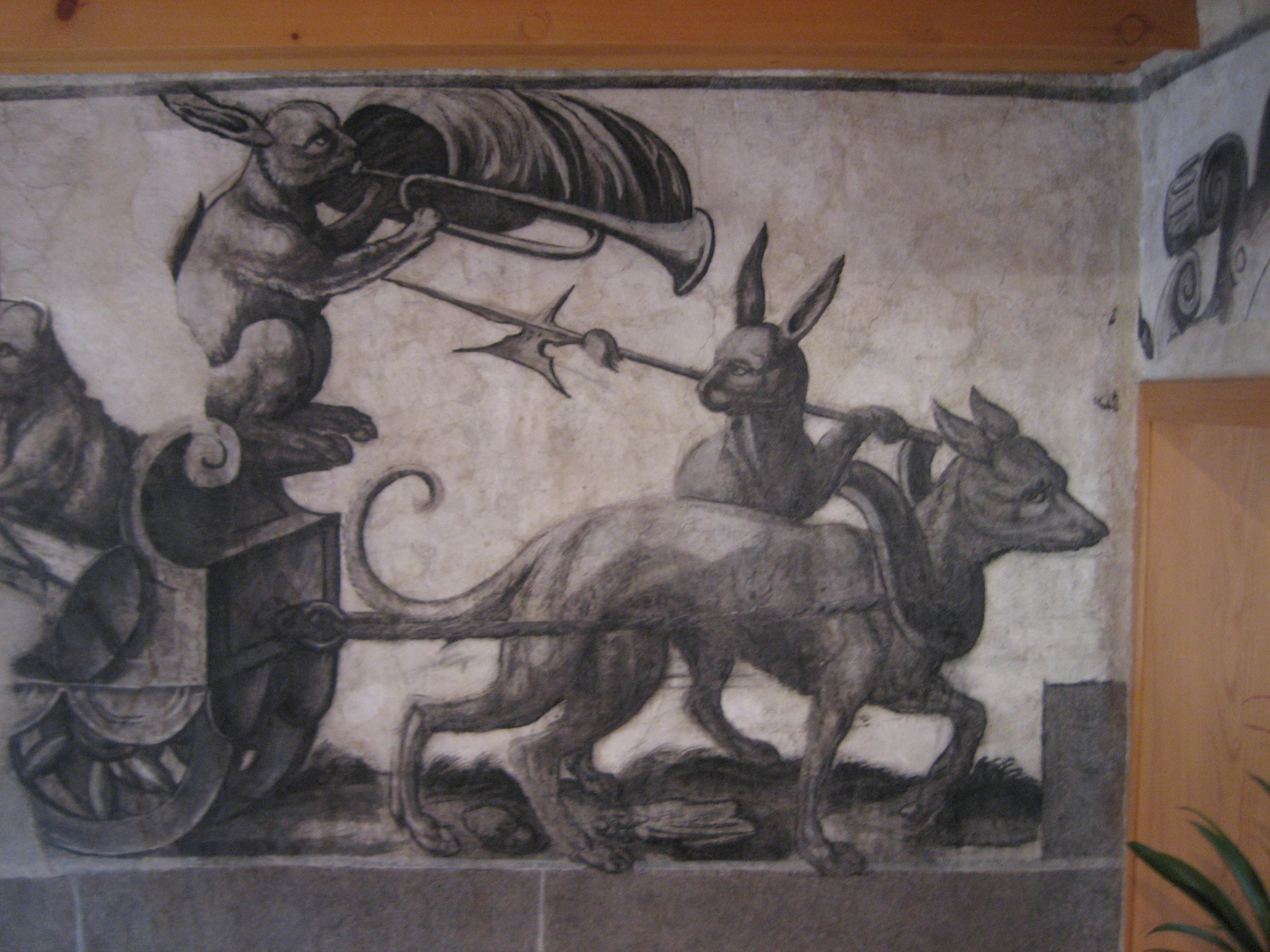
Anfang des Zuges
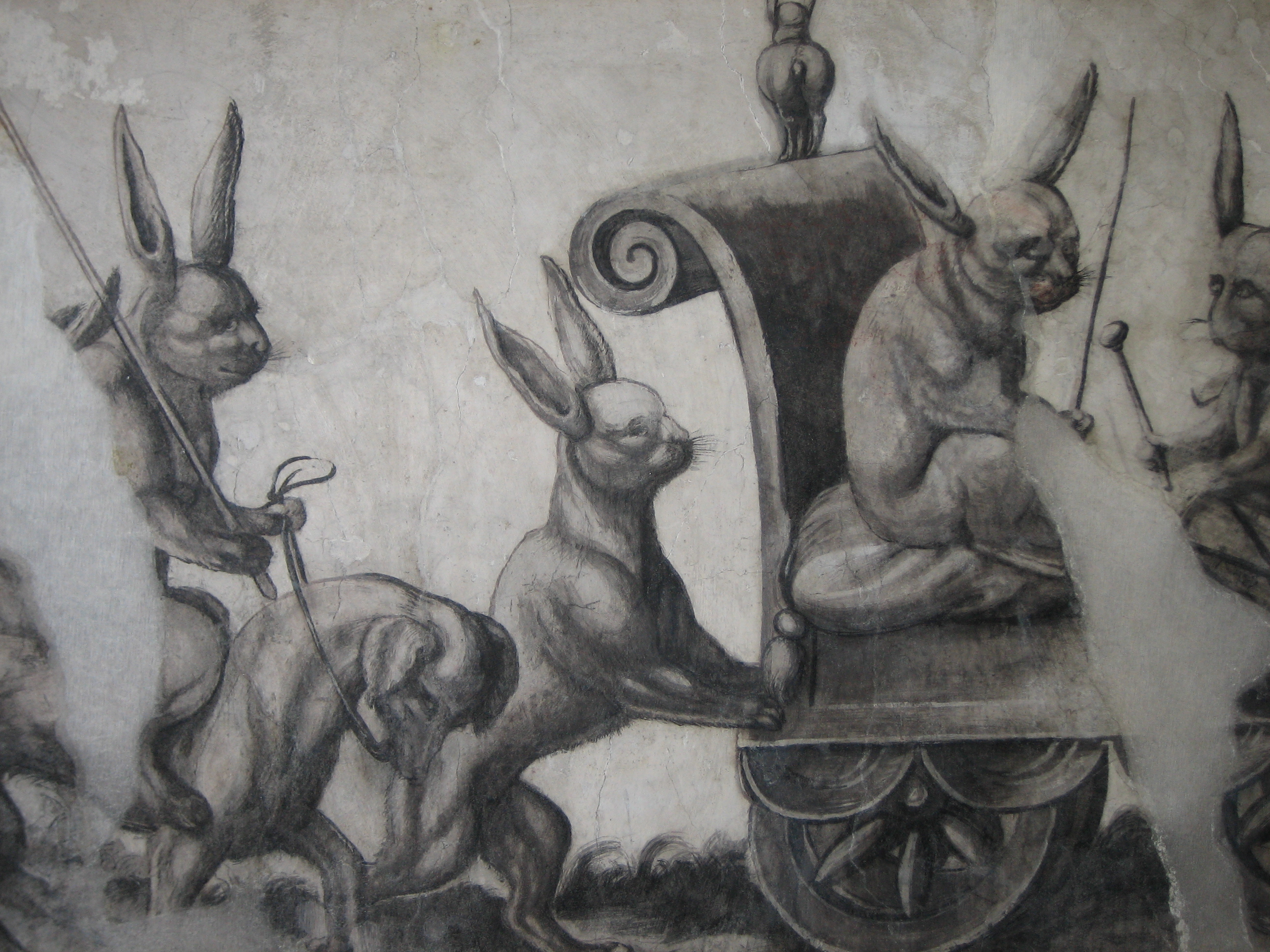
Rückwand des Wagens
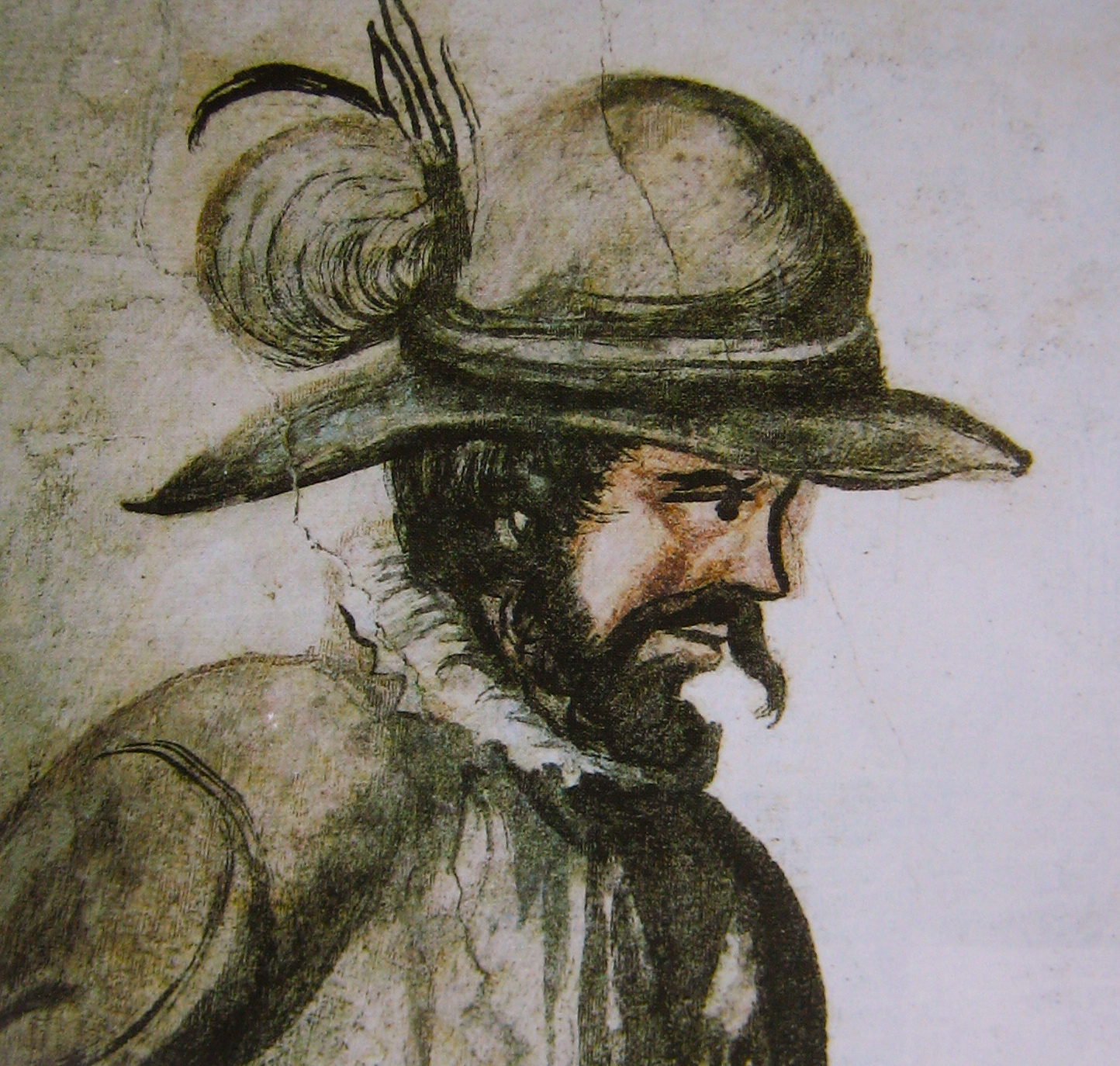
Jäger

## Malereien zum Thema «Liebe»
Auf dem Bild links des Hasenzuges wird die körperliche Liebe recht direkt dargestellt: Ein Landsknecht greift einer Magd unter den Rock. Symbolträchtig dazu das Schwert in der Scheide und die von Ranken umgebenen Zaunpfosten.
In der Mitte der Fensterfront ist die seelische Liebe dargestellt: die Göttin der Liebe hält ein brennendes Herz in der Hand. Ein kleiner Amor zielt mit seinem Bogen direkt auf den Betrachter.
Links symbolisiert eine Darstellung der Kreuzigung Christi die geistige Liebe. Christus wird von seiner Mutter und seinen Freund Johannes betrauert.

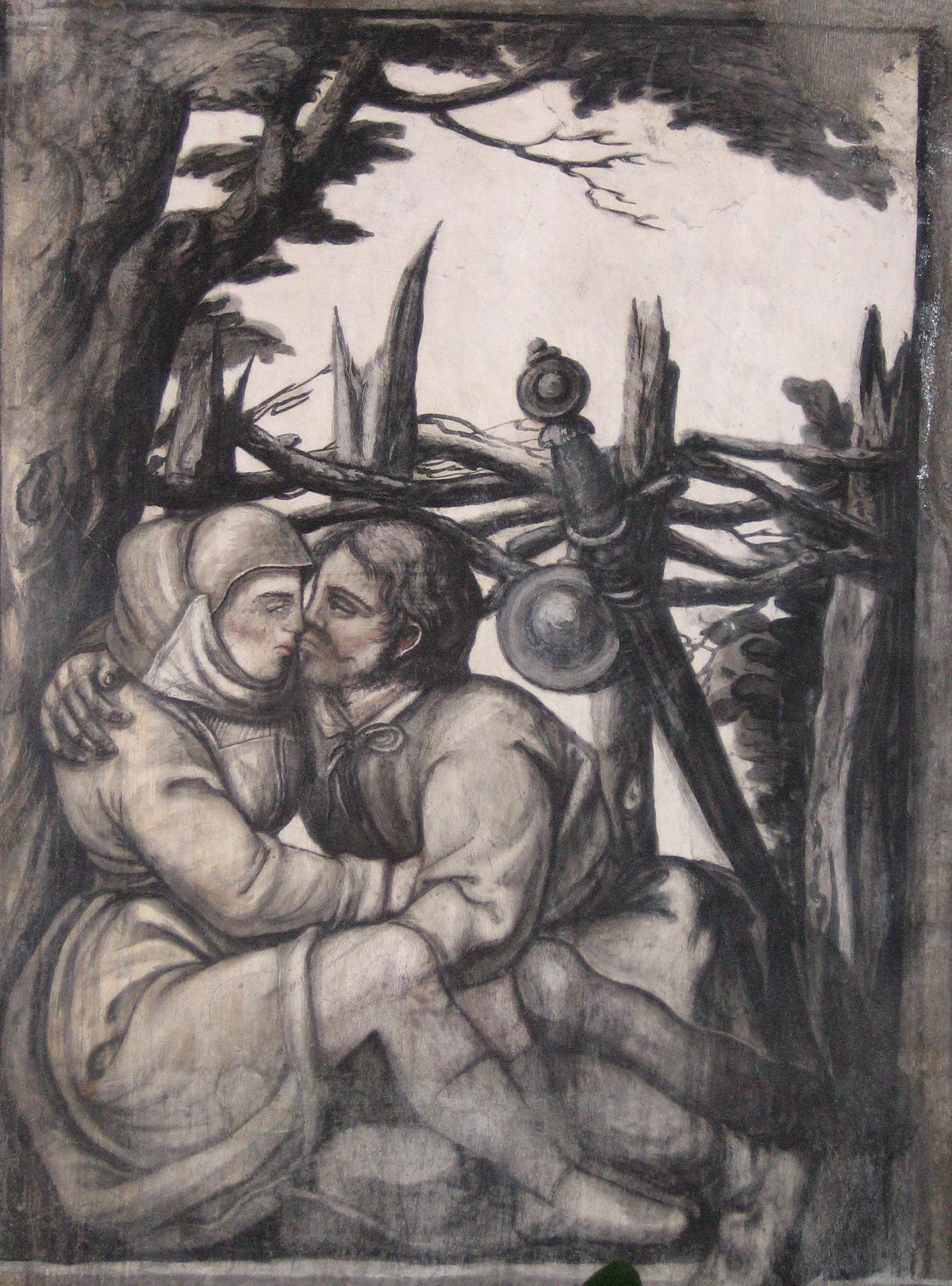
körperliche Liebe
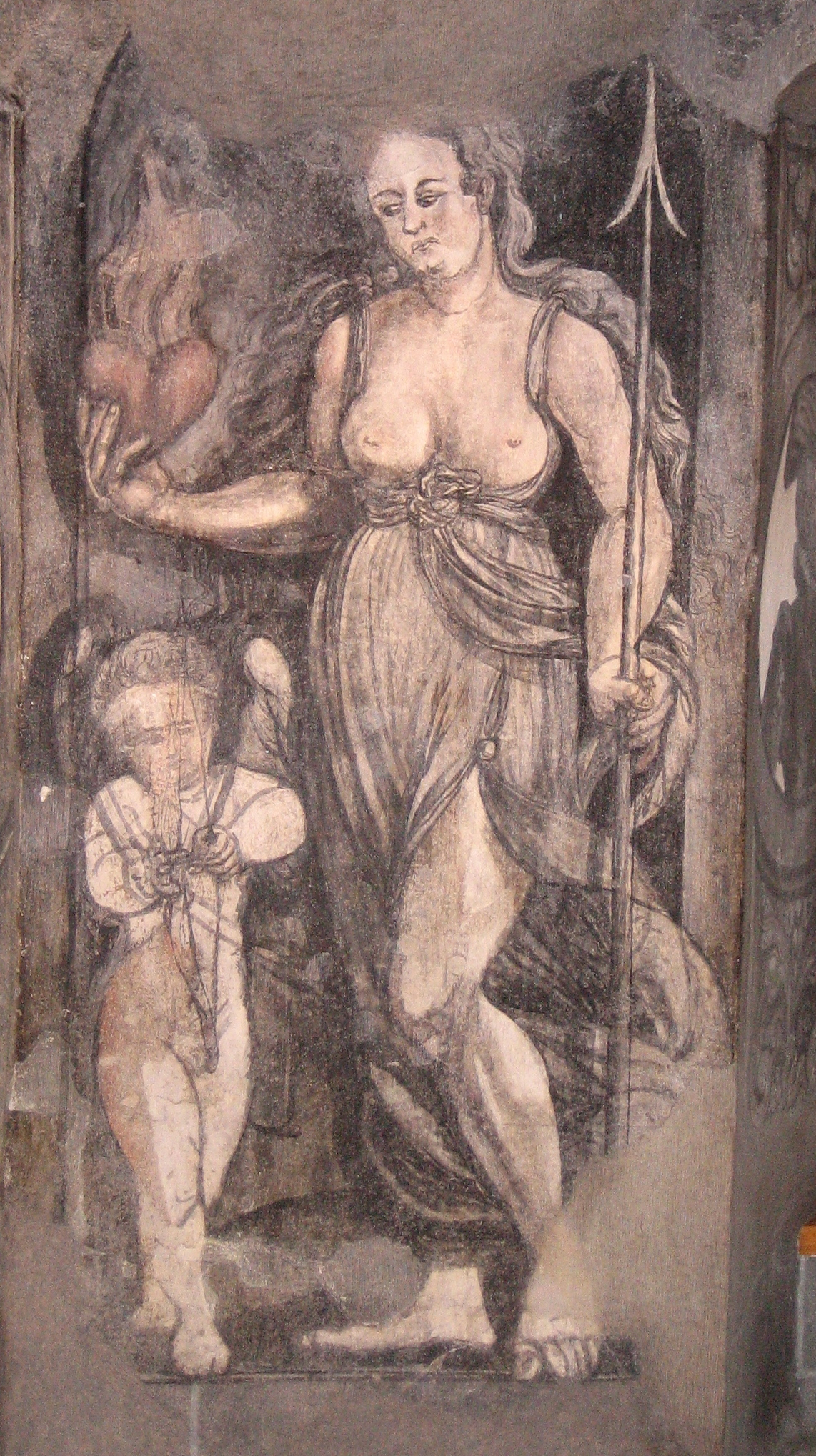
seelische Liebe
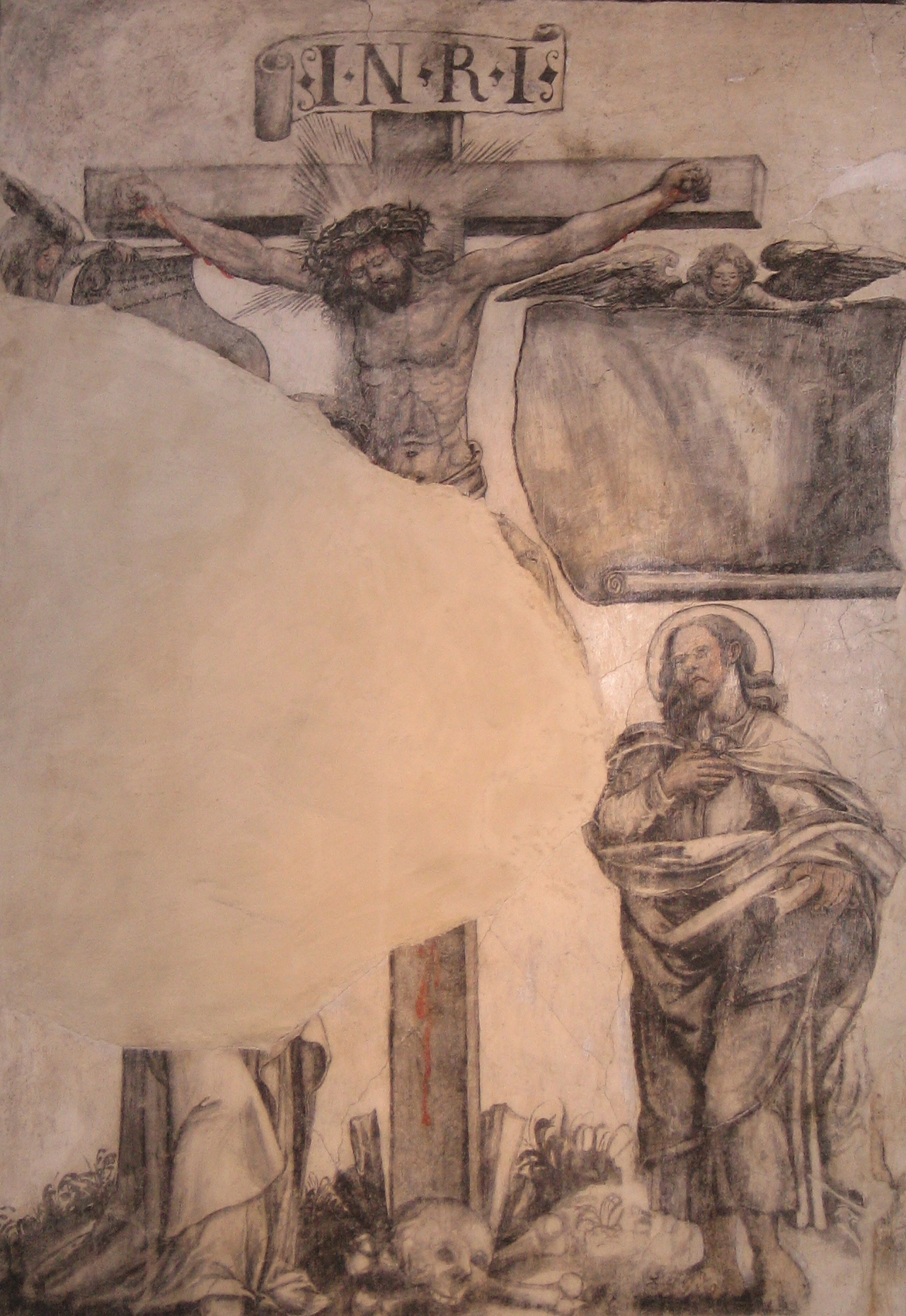
geistige Liebe

## Portraits
Abgebildet sind zwei Paare. Das mittlere, ältere Paar ist gleichsam Rücken an Rücken abgebildet und trägt altmodischere Kleider als das jüngere Paar. Der Mann ist in spanischer Uniform abgebildet, war also vermutlich Söldner in spanischen Diensten. Die Frau trägt eine Haube, war also verheiratet.
Der Mann links, vielleicht der Sohn des älteren Paares, trägt eine niederländische Uniform und war wohl in Holland oder Flandern im Dienst. Die Frau rechts trägt ein Häubchen und ist zurückhaltender geschmückt.

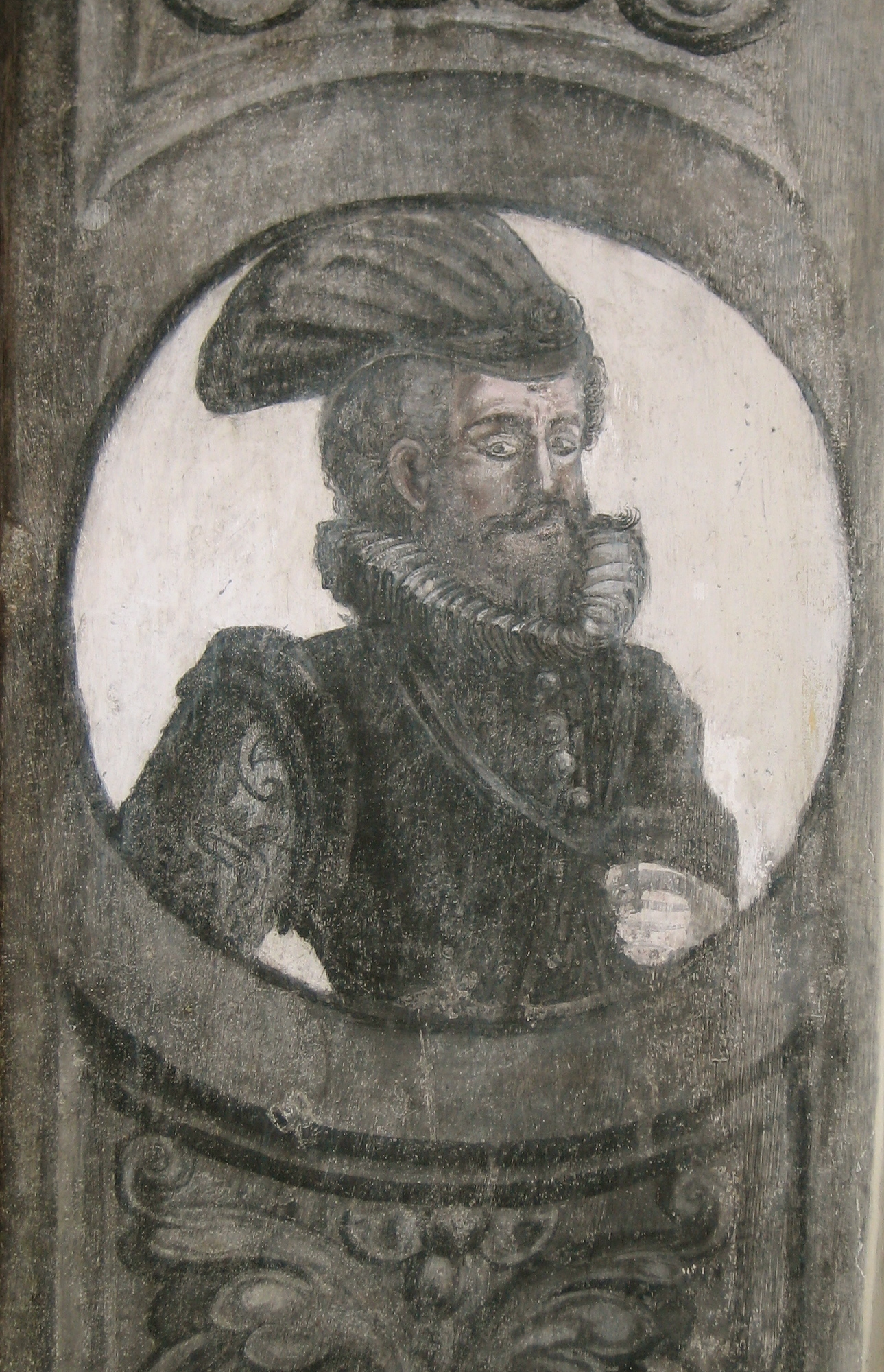
älterer Mann
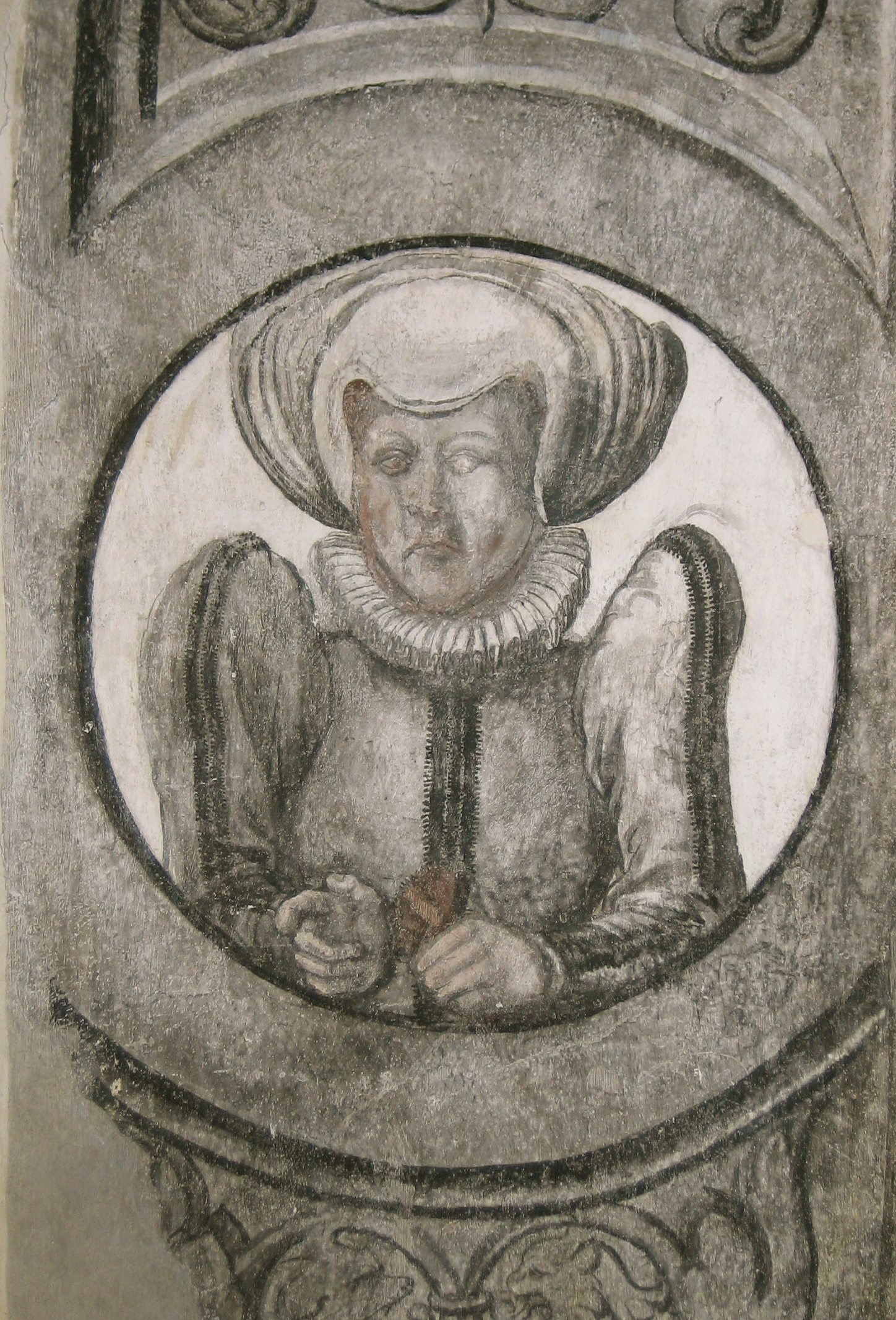
ältere Frau
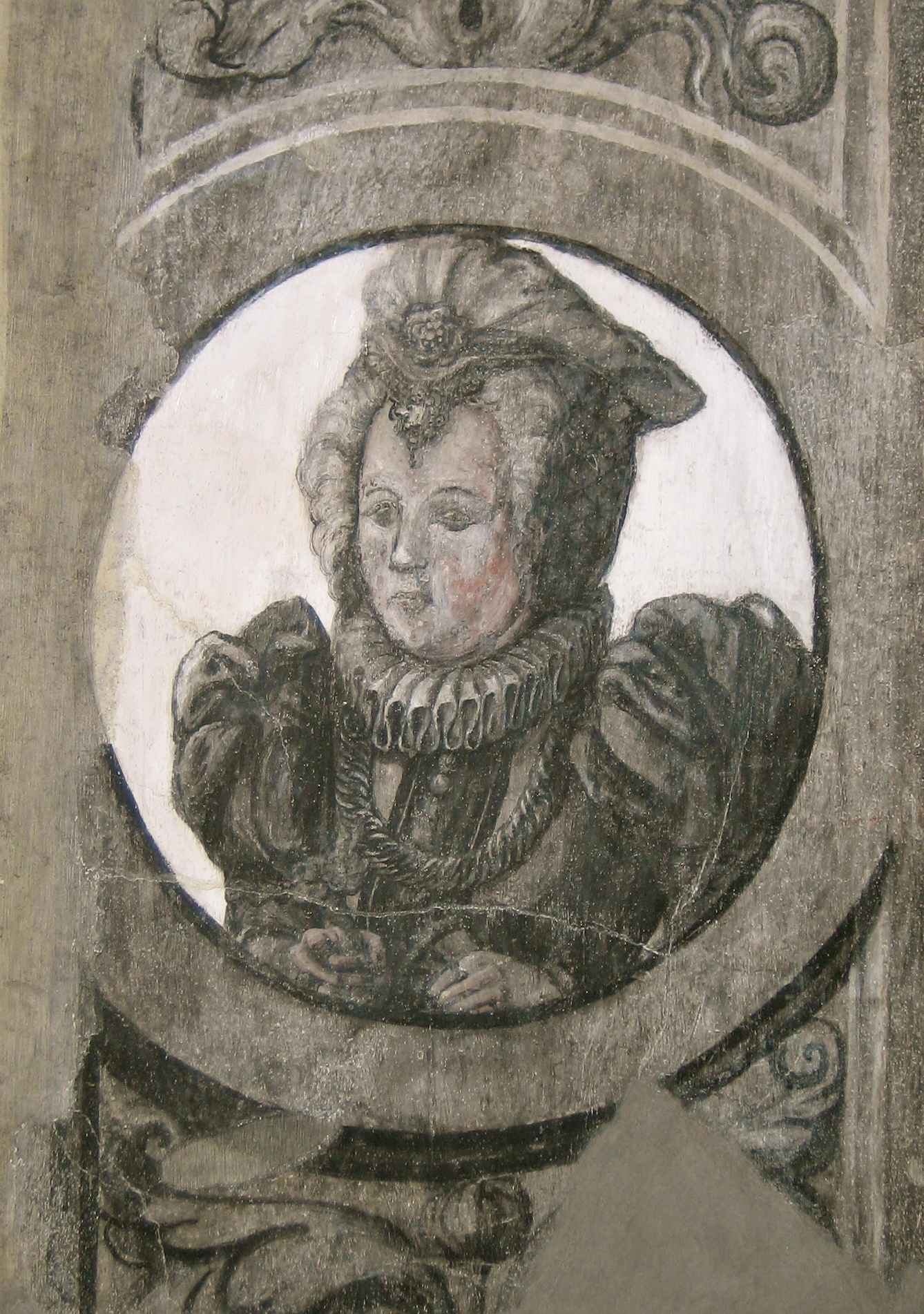
jüngere Frau
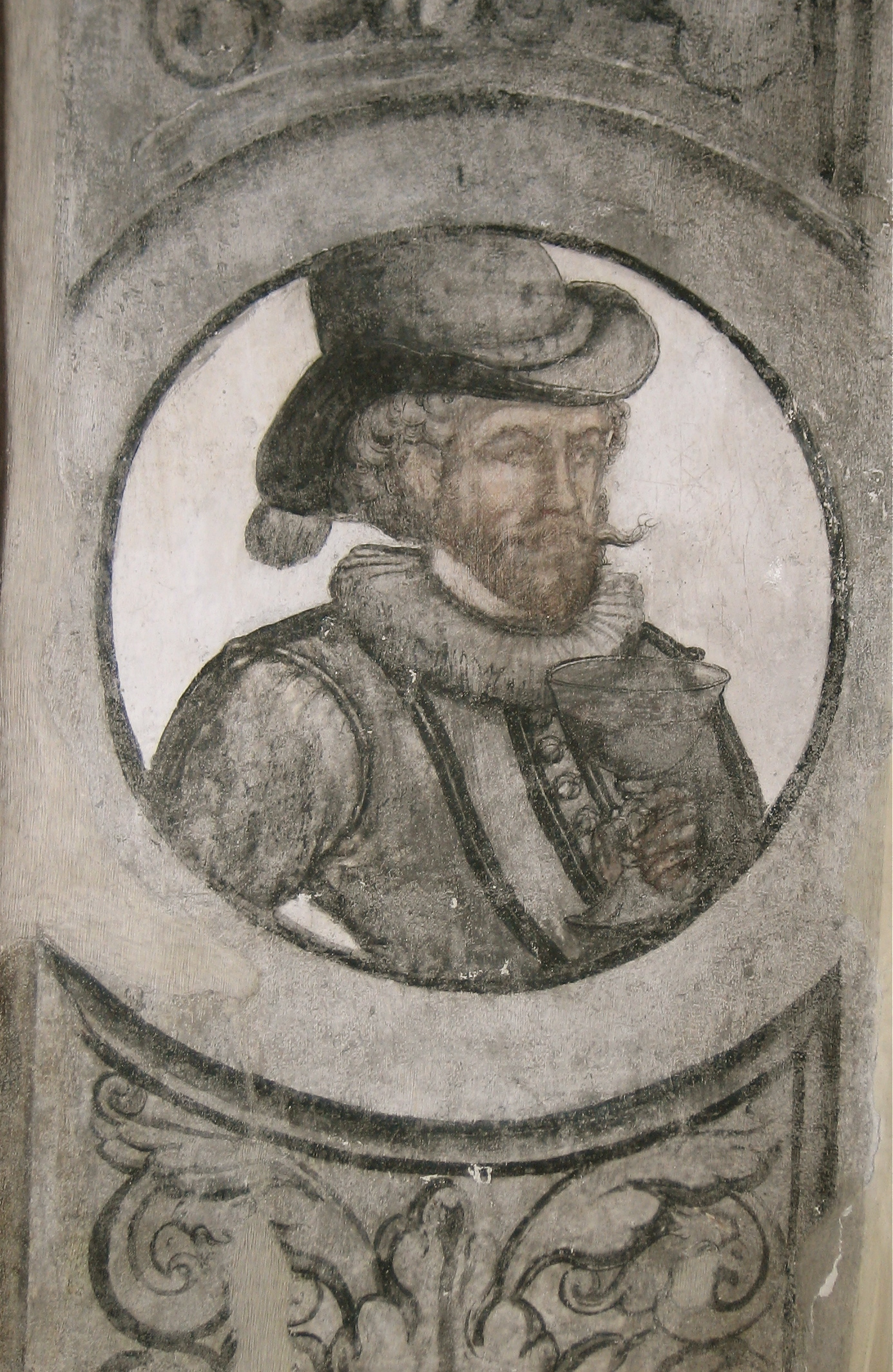
jüngerer Mann

An der Nordwand haben sich einige Reste von Fresken erhalten. Ein Bild zeigt einen Knaben auf einem Steckenpferd.